# Mahakörgis Khan
Mahakorgis hay Markorgis (tiếng Mông Cổ: Махагүргис хана, ký tự Mông Cổ: ᠮᠠᠬᠠᠺᠥᠷᠭᠢᠰ ᠬᠠᠭᠠᠨ, 1448 - 1465)  là một đại hãn của nhà Bắc Nguyên tại Mông Cổ. Một số học giả tin rằng tên của ông là một tên theo Kitô giáo.

## Tiểu sử
Mahakorgis là con trai út của Taisun Khan và hoàng hậu trẻ nhất của ông ta, Samar. Ngay sau khi Dã Tiên bị giết, mẹ của ông, Samar, đã tấn công Liên minh Bốn Oirat ở Khangai Zavkhan. Trong chiến dịch này, Mahakorgis 8 tuổi đã được mang đi trong một chiếc hộp trên lưng ngựa, do đó sau này được gọi là Khả hãn Ükegtü. Họ đã đánh bại người Oirat và trở về với nhiều của cải cướp bóc được. 
Sau đó Samar và thái sư Dogholon của bảy bộ lạc đã trao vương miện cho Khả hãn nhỏ tuổi. Danh tướng Bulay của bộ lạc Kharchin và thái sư Dogholon nắm giữ quyền lực thực sự, và liên tục chiến đấu với nhau để giành quyền thống trị. Mahakorgis đã được trao danh hiệu Ükegtü vì ông luôn ngồi trong một chiếc xe đẩy trong các trận chiến. 
Bulay đã cố gắng mở quan hệ giao thương nhà Minh nhưng bị từ chối. Do đó, Bulay liên tục xâm lược Trung Quốc vào năm 1460 và 1461. Ông ta cũng tấn công tù trưởng Doyin ở Uriyangkhai (phụ lưu của nhà Minh) trong năm tiếp theo. Triều đình nhà Minh cuối cùng đã đồng ý thiết lập hòa bình với người Mông Cổ. 
Năm 1465, giới quý tộc Mông Cổ công khai chiến đấu với nhau trong cuộc đấu tranh quyền lực của họ và kết quả là Mahakorgis Khan bị giết khi mới 17 tuổi. Khả hãn trẻ tuổi này được kế vị bởi người anh em cùng cha khác mẹ Molon Khan.